# NGC 3049
NGC 3049 je galaksija u zviježđu Lavu.

## Vanjske poveznice
- SEDS: NGC 3049